# Supercharged
Supercharged és l'onzè àlbum d'estudi de la banda estatunidenca de rock The Offspring, publicat l'11 d'octubre de 2024 per Concord Records amb la producció de Bob Rock, com els tres àlbums anteriors. És el primer treball de la banda on va participar el baixista Todd Morse com a membre oficial de la banda, i també el primer en incloure el multiinstrumentista Jonah Nimoy i el bateria Brandon Pertzborn, de manera que va ser el primer àlbum de The Offspring com a quintet.
Al setembre de 2022 van confirmar en una entrevista que estaven treballant en un nou àlbum i van començar l'enregistrament a principis de 2023 amb Bob Rock. Després d'un any dedicat a la gravació de l'àlbum en tres ubicacions diferents: Maui, Vancouver i Huntington Beach, van anunciar la seva finalització al maig de 2024 i van confirmar el seu títol i la data de publicació. En les gravacions es van repartir les tasques d'interpretació d'instruments: Brandon Pertzborn com a nou bateria i Josh Freese va tornar com a bateria de sessió, en el cas del baix s'ho van repartir Dexter Holland i Todd Morse.
El primer senzill va aparèixer al juny de 2024, «Make It All Right», el segon a l'agost («Light It Up»), el tercer al setembre («Come to Brazil»), i el quart i definitiu a l'octubre («OK, But This Is The Last Time»), coincidint amb la publicació de l'àlbum.

## Llista de cançons
Totes les cançons foren escrites i compostes per Dexter Holland. 
| Núm.          | Títol                           | Durada |
| ------------- | ------------------------------- | ------ |
| 1.            | «Looking Out for #1»            | 3:16   |
| 2.            | «Light It Up»                   | 2:52   |
| 3.            | «The Fall Guy»                  | 2:34   |
| 4.            | «Make It All Right»             | 3:34   |
| 5.            | «Ok, But This Is the Last Time» | 3:23   |
| 6.            | «Truth in Fiction»              | 2:00   |
| 7.            | «Come to Brazil»                | 4:19   |
| 8.            | «Get Some»                      | 2:57   |
| 9.            | «Hanging by a Thread»           | 3:26   |
| 10.           | «You Can't Get There from Here» | 3:54   |
| Durada total: | Durada total:                   | 32:15  |

| 1.            | «Gotta Get Away» (directe a Anaheim)                    | 3:46  |
| 2.            | «Genocide» (directe a Anaheim)                          | 4:08  |
| 3.            | «Gone Away» (directe a Anaheim)                         | 5:02  |
| 4.            | «Blitzkrieg Bop» (directe a Anaheim; versió de Ramones) | 1:54  |
| Durada total: | Durada total:                                           | 14:50 |

## Posicions en llista
| Llista (2024) | Posició |
| ------------- | ------- |
| Alemanya      | 6       |
| Austràlia     | 4       |
| Espanya       | 30      |
| França        | 18      |
| Japó          | 22      |
| Regne Unit    | 43      |

## Crèdits
The Offspring
- Dexter Holland – cantant, guitarra, baix, teclats
- Noodles – guitarra
- Todd Morse – baix
- Jonah Nimoy – teclats
- Brandon Pertzborn – bateria

Músics addicionals
- Josh Freese – bateria (cançons 1, 4, 5, 7, 8, 9)
- Bob Rock – guitarra, veus addicionals
- Adam Greenholtz – teclats (cançons 1, 3, 4, 5, 9, 10), veus addicionals
- Jamie Muhoberac – teclats (cançó 1)
- Dave Pierce – cordes, teclats (cançons 5, 9)
- Rebecca Shoichet – veus addicionals
- Adam Garrett – veus addicionals

Producció
- Bob Rock – producció, mescles
- Adam Greenholtz – mescles
- Emily Lazar – enginyeria masterització
- Annie Kennedy – assistència enginyeria
- Theo Wagner – assistència enginyeria
- Ryan Enockson – assistència enginyeria
- Stephen Hogan – assistència enginyeria
- Andrew Fowler – assistència enginyeria
- John Dibiasi – assistència enginyeria
- Eric Helmkamp – enregistrament addicional
- Deveed Benito – portada